# Claude Remy

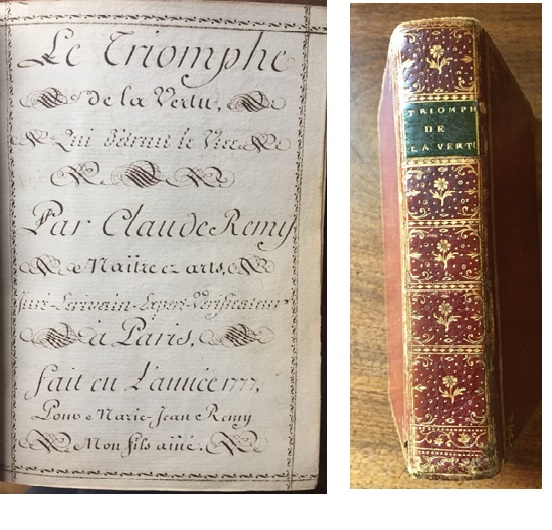
Le livre-mémoire de Claude REMY transmis à son fils aîné. Paris, 1777.

Claude Remy est un maître écrivain et précepteur français actif dans le dernier tiers du XVIIIe siècle.

## Biographie
Claude Remy est né en 1719 à Taillemadin, ferme familiale du village de Rozières de la paroisse Saint-Pierre de Sommevoire (actuellement Commune de Sommevoire département de la Haute-Marne). Son père, Pierre Remy, laboureur, l'envoie à 7 ans en pension. Il revient dans son village à 16 ans et obtient de son père la permission de quitter la Champagne pour Paris. Il y exerce plusieurs fonctions comme secrétaire d'un avocat puis auprès de Monsieur de La Tour, prévôt général des Monnaies et des Maréchaussées de France. Il rejoint Bar-sur-Aube à l'âge de vingt-cinq ans où il est appelé comme maître d'école (ou régent) par les bourgeois, et enseigne auprès des jeunes enfants de la ville. Il se marie en 1746 avec Françoise Pajot et dès 1748 retourne à Paris où il vit jusqu'à la fin de ses jours. Il est reçu dans la Communauté des maîtres écrivains jurés de Paris le 19 juin 1755, et immatriculé le 10 juillet suivant. Son ouvrage manuscrit écrit en 1777 à l'intention de son fils Marie-Jean Remy, "Le Triomphe de la vertu qui détruit le vice" nous renseigne sur l'histoire familiale des Remy, laboureurs champenois, sur sa propre histoire et sur sa grande religiosité qu'il cherche à faire partager à son fils et à sa descendance.  
Dans ses écrits, Remy se dit à la fois maître d’écriture et précepteur des enfants des familles aisées ou nobles, capable d’enseigner non seulement l’écriture mais aussi la géographie, le latin, l’arithmétique, la lecture et autres disciplines. Son style est volontairement répétitif, comme il l’explique lui-même dans un avertissement : L'auteur n'a eu d'autre dessein que d'instruire une jeune personne, dont on commence l'instruction ; ce qui l'a obligé á répéter souvent les mêmes mots, plutôt que de les remplacer par des pronoms, Ainsi le savant lecteur est prié de glisser sur tous ces termes familiers, plus intelligibles à un enfant, que ceux qui plairoient à un esprit profond..
En 1780 il habitait rue du Faubourg-Montmartre, paroisse de Saint-Eustache à Paris. Le Journal de Paris du 11 novembre 1786 annonce son décès : M. Claude Remy, Maître d’Écriture de l’Académie, Juré-Expert-Vérificateur- Arithméticien, & Professeur de Langue Françoise de ladite Académie, rue d’Anjou, Faubourg S. Honoré.
Il avait donc été membre de L'Académie royale d'écriture créée par Louis XV en 1762. À partir de 1760 et jusqu'en 1765 son nom apparaît dans la liste des maîtres écrivains jurés dans le quartier Saint-Honoré, orthographié Remi, dans l'État ou tableau de la ville de Paris. De 1763 à 1776 son nom et son adresse apparaissent dans l'Almanach Royal dans lequel est présentée l'Académie avec l'ensemble de ses membres. Claude Remy est domicilié dans le faubourg Saint-Honoré, soit Rue Saint-Honoré, soit rue de la Madeleine, soit enfin rue d'Anjou. En 1779, le Bureau académique d'écriture se substitue à l'Académie royale d'écriture, mais le nom de Claude Remy n'apparaît pas parmi les membres de cette nouvelle instance présidée par Jean Charles Pierre Le Noir (1732-1807), lieutenant général de la police. Claude Remy a écrit pour ce dernier le "Traité des quatre élémens" en 1779. 

## Œuvres manuscrites
Remy déclare dans un épilogue de son traité qu’il a copié plus d’une soixantaine d’exemplaires de traités destinés à l’instruction des enfants et à leurs parents. Quelques-uns d’entre eux sont identifiés, qui concernent tous le même Traité des quatre éléments, qui mêle de la géographie et de la géographie politique :
- Traité des éléments présenté à M. Raoul de Choiseul-Gouffier[4]. Manuscrit calligraphique non daté sur papier, petit in-8°, [2]-186-[4] p. Titre en couleur, encadrement à chaque page, reliure en maroquin rouge et doré. Dans le commerce en 2017 (Asher) et 2018 (Knuf). En vente en 2022 aux Pays-Bas chez Antiquariaat Forum & Asher Rare Books.
- Traité des quatre élémens, dédié à S. A. R. Mgr . le Duc de Valois, Premier Prince du Sang. par Claude Remy , Juré Expert - Ecrivain à Paris vers 1775, in-12, manuscrit, 3 f. et 186 p. (Catalogue de la Librairie Morgand et Fatout, 1908, n° 594).
- Traité des quatre elémens, dédié à Monseigneur Le Noir, lieutenant général de police, par Claude Remy, maître écrivain-juré expert aux vérifications des écritures à Paris. Présenté en l'an 1779. Manuscrit sur papier, 186 p. avec encadrements, reliure en maroquin rouge et doré, aux armes du dédicataire. Catalogue de la librairie Potier (1870)[5], n° 369. Catalogue de la librairie Auguste Fontaine (1870)[6], n° 1129. Stanislas de Guaita et sa bibliothèque occulte[7] (Paris, Dorbon : 1899), n° 895.
- Traité des quatre eléments, pour Mademoiselle de Saint-Abre, par Claude Remy, maître ecrivain-juré expert vérificateur. Manuscrit calligraphique sur papier, 1780, avec encadrements, 16x10 cm, [2]-186-[4] p. Chicago NL: Vault Wing MS ZW 739 .R28[8].
- A Mademoiselle de Saint-Abre. fait par Remy maître ecrivain à Paris. Traité de l'arithmetique par Remy, maitre écrivain-juré à Paris 1783.[9]